# Just Can't Get Enough (canção de Black Eyed Peas)
"Just Can't Get Enough" é uma canção do grupo de dance-pop Black Eyed Peas, presente no sexto álbum de estúdio The Beginning. Anunciado e lançado em 21 de janeiro de 2011, tornou-se o segundo single do disco. Ele estreou no Australian Singles Chart na 19.ª posição e no French Singles Chart na 79.ª. O single também alcançou o 3º lugar na Billboard Hot 100, a maior parada de músicas do mundo.

## Recepção
A canção recebeu muitas críticas, em sua grande maioria, positivas.

## Vídeo oficial
Filmado em Tóquio no Japão, o vídeo mostra no início, uma mensagem aos acontecimentos catastróficos ocorridos no mesmo país no dia 11 de março de 2011, pois o clipe foi gravado uma semana antes da catástrofe. Logo após Fergie aparece cantando seus versos, no que parece ser um quarto de um hotel. O vídeo tem cenas de will.i.am percorrendo a cidade de Tóquio, além de estar dentro de um carro. Taboo aparece no meio do video, em uma festa, junto com os demais integrantes citados anteriormente. No fim Apl.de.ap aparece para cantar seus versos.
O clipe é uma grande referência ao filme Encontros e Desencontros de Sofia Coppola, que também se passa em Tóquio, com uma fotografia extremamente parecida e com o conceito de solidão e confusão amorosa.

## Lista de faixas
Digital download
1. "Just Can't Get Enough" - 3:37

CD Single alemão
1. "Just Can't Get Enough" - 3:37
2. "Just Can't Get Enough" [Instrumental] – 3:37

## Desempenho nas paradas musicais
| Parada musical (2011)                               | Posição |
| --------------------------------------------------- | ------- |
| Austrália - ARIA Charts                             | 3       |
| Brasil - Billboard Brasil Hot 100                   | 1       |
| Brasil - Billboard Dance Club Play                  | 1       |
| Bélgica - (Ultratop 50 Flanders)                    | 6       |
| Bélgica - (Ultratop 40 Wallonia)                    | 2       |
| Canadá - (Canadian Hot 100)                         | 5       |
| França - SNEP                                       | 1       |
| Alemanha - German Downloads Chart                   | 5       |
| Irlanda - IRMA                                      | 5       |
| Países Baixos - (Mega Single Top 100)               | 11      |
| Nova Zelândia - (RIANZ)                             | 4       |
| Eslováquia - (IFPI)                                 | 4       |
| Suíça - (Media Control AG)                          | 3       |
| Reino Unido Singles - (The Official Charts Company) | 3       |
| Reino Unido Dance - (The Official Charts Company)   | 1       |
| Estados Unidos - Hot 100 (Billboard)                | 3       |
| Estados Unidos - Pop Songs (Billboard)              | 2       |
| Mundo - (Global Track Chart)                        | 3       |